# Елена Кънева
Елена Кънева е българска актриса.

## Биография
Елена Кънева е родена на 16 август 1955 година. Дъщеря е на Ники Кънев и актрисата Жени Филипова.
Приета е в специалност актьорско майсторство за драматичен театър във ВИТИЗ „Кръстьо Сарафов“ в последния клас на Апостол Карамитев.
След завършване на Академията през 1977 г. е поканена и назначена в Сатиричен театър „Алеко Константинов“ същата година, където работи повече от 30 години. Освен това играе в Театър 199, в Музикалния театър „Стефан Македонски“ – в мюзикъла „Кабаре“, в частните театри „Манифактура“, „Диалог“, „Искри и сезони“ на Искра Радева, театър „Инверсия“, „Пътуващ театър-София“, общински театър „Възраждане“, Нов драматичен театър „Сълза и смях“, „Смешен театър“, Театър „Българан“, Драматично-куклен театър (Враца), Драматичен Театър Ловеч.
Участва в „Телевизионен театър“ на БНТ и други детски и хумористични програми на същата телевизия.
Повече от 30 години работи и в Българското национално радио в редакция „Хумор и сатира“ 
Член на САБ.
Възпитаничка на хор „Бодра смяна“.
Колежката и Латинка Петрова написва авторски спектакъл „Така не става“ и с нея обикалят провинциалните театри, като го играят към 300 пъти.

## Театрални роли
- „Сън в лятна нощ“ – Пък
- „Втори меден месец“
- „Лоши момчета“ (Жан Ко)
- „Член 223“ (Ст. Л. Костов)
- „Женско царство“ (Ст. Л. Костов)
- „Фани – финансовата агония на индивида“
- „Але, хоп! – По високо опъната тел“
- „Село, село, пусто село“ (Чудомир)
- „Втори меден месец“ (Мортимър и Кук) – Етел
- „Михал Мишкоед“ (Сава Допроплодни) – Мария
- „Вестникар ли ?“ (2018) (Иван Вазов)
- „Народен представител“ (2016) (Бранислав Нушич)
- „Една жена – трима мъже“ (2012) (Петър Петрович-Пеция)
- „Парижки лудории“ (2012) (Жан-Клод Дано)
- „Милионерът“ (2012) (Йордан Йовков)
- „Американска мечта“ (2012) (Захари Карабашлиев)
- „Мъже на изчезване“ (2011) (Жан Жак Брике и Морис Ласег)

## Телевизионен театър
- „Строшената делва“ (1984) (Хайнрих фон Клайст)
- „Чуждото дете“ (1983) (В Шиваркин)
- „Вестникар ли?“ (1982) (от Иван Вазов, реж. Асен Траянов) – Божана
- „Изпити“ (1979) (Драгомир Асенов)
- „Гледна точка“ (1977) (Василий Шукшин)
- „Пътник без багаж“ (1977) (Жан Ануи)

## Филмография
| Година      | Филми и Сериали                                  | Серии | Копродукции                     | Роля                              |
| ----------- | ------------------------------------------------ | ----- | ------------------------------- | --------------------------------- |
| 2018        | Смартфонът беглец                                |       |                                 | бабата на Филип                   |
| 2011 – 2013 | Етажна собственост                               | 48    |                                 | Николинка                         |
| 2007        | Приключенията на един Арлекин                    | 4     |                                 | Милка                             |
| 2007        | Кажи здравей на татко                            |       |                                 |                                   |
| 2005        | Морска сол                                       | 30    |                                 | Елена майката на Таня (в 2 серии) |
| 2004        | Ганьо Балкански се завърна от Европа (тв сериал) | 4     |                                 | Факлийска (в 2 серии: II и IV)    |
| 2002        | Асистентът                                       |       | България / Италия               | сестрата на Павел                 |
| 1995        | Еуфорична трагедия – (Urnebesna tragedija)       |       | ФР Югославия / България Франция | пациентка I                       |
| 1989        | Мъже без мустаци                                 | 6     |                                 |                                   |
| 1982        | Елегия                                           |       |                                 | адвокат на защитата               |
| 1982        | Отражения                                        |       |                                 | Дора                              |
| 1979        | Почти любовна история                            |       |                                 | съквартирантката на Павлина       |
| 1979        | Юмруци в пръстта                                 |       |                                 | дъщерята на Тошо                  |
| 1979        | Сами сред вълци                                  | 5     |                                 | (в 2 серии: IV, V)                |
| 1978        | Чуй петела                                       |       |                                 | внучката Пепа                     |
| 1978        | Масово чудо                                      |       |                                 |                                   |
| 1977        | Адаптация                                        | 3     |                                 | Росица                            |
| 1977        | Басейнът                                         |       |                                 |                                   |
| 1976        | Щурец в ухото                                    |       |                                 | дъщерята на Бела                  |